# 忍者系ラーメン
忍者系ラーメン（にんじゃけいラーメン）とは、浜松市を中心に展開されるご当地ラーメン（支那そば）である。浜松市の属する遠州地方にちなんで遠州ブラック（えんしゅうブラック）とも呼ばれる。

## 概要
たまり醤油をベースとした醤油ラーメンで、さらにチャーシューの煮汁からとった成分を加えて黒い濃色のスープとなっている。
同じ濃色スープ系の醤油ラーメンである富山ブラックなどと異なり、スープは飲み干せる程度に塩味が控えめである。

## 名称の由来
忍者系ラーメンの名称は、このラーメンを提供する店舗の筆頭である時代麺房 ライオンを経営する店主が忍者好きであり、内装などに忍者を連想させるものを使用していることに由来する。